# Ulica Rzgowska w Łodzi
Ulica Rzgowska w Łodzi – łódzka ulica będąca trasą wylotową z Łodzi w kierunku Rzgowa. Położona w dzielnicy Górna. Rozpoczyna się na placu Reymonta, a kończy na granicy Łodzi i Starowej Góry (w okolicy skrzyżowania z ul. Zagłoby), gdzie przechodzi w ulicę Szeroką.
Przed wybudowaniem i oddaniem do użytku nowej, ważnej dla łódzkiego transportu inwestycji (noc z 31.08/01.09.2014) nazwanej roboczo 'Trasa Górna', a obecnie al. Bartoszewskiego; ulica Rzgowska od Paderewskiego/Broniewskiego (skrzyżowanie z DK nr 14) do granic miasta znajdowała się w ciągu drogi krajowej nr 1. Ówczesna Trasa Górna (o długości 4 km), będąca skrzyżowaniem ze Rzgowską ok. 300 m od granicy administracyjnej, przejęła fragment „jedynki” od tej ulicy, toteż odcinek od Paderewskiego/Broniewskiego do Bartoszewskiego stracił klasyfikację drogi krajowej. Taka sytuacja utrzymywała się do 1 lipca 2016 r., kiedy to otwarto 40-kilometrowy odcinek autostrady A1 (Łódź Północ – Tuszyn) stanowiący wschodnią obwodnicę Łodzi, przez co zmieniono numer drogi krajowej nr 1 na 91. Niegdyś ul. Rzgowska była drogą krajową na odcinku 4,0 km, a teraz jest zaledwie przez 300 m.
Wzdłuż Rzgowskiej (na odcinku ok. 3 km) jest poprowadzone torowisko tramwajowe. Na odcinku pl. Niepodległości – Paderewskiego/Broniewskiego tory znajdują się w jezdni, na dalszym odcinku do ul. Kurczaki infrastruktura tramwajowa znajduje się w pasie zieleni pomiędzy nitkami. Przy skrzyżowaniu Rzgowska/Kurczaki (północno-wschodni narożnik) znajduje się krańcówka tramwajowa „Kurczaki” (przystanek nr 1001).
Ulica Rzgowska jest istotnym dla miejskiego ruchu połączeniem między centrum a dzielnicą Górna. Końcowy odcinek ulicy jest fragmentem trasy wylotowej na Katowice dla osób przejeżdżających przez Łódź (prowadzi do węzłów (S8) 'Rzgów' oraz (A1) 'Tuszyn').

## Przebieg
Ulica Rzgowska liczy 357 numerów. Początkowo przebiega w kierunku południowo-wschodnim, następnie skręca nieznacznie w stronę południa, by w końcowej części zmienić kierunek na południowy zachód.
| obszary SIM  | administracyjne |
| ------------ | --------------- |
| Górniak      | Górniak         |
| Chojny       | Chojny-Dąbrowa  |
| Stare Chojny | Chojny          |

Odcinek początkowy ulicy Rzgowskiej (od placu Reymonta do skrzyżowania z ulicami Broniewskiego i Paderewskiego), charakteryzuje się w obecnością licznych punktów handlowo-usługowych. Odcinek za ww. skrzyżowaniem jest zdecydowanie bardziej ubogi zarówno jeśli chodzi o interesującą architekturę jak i zurbanizowanie. Pasy jezdni rozdzielone są torami tramwajowymi – ulica przekształca się w trasę wylotową miasta.
Cechuje się licznymi obniżeniami i wzniesieniami terenu.
Odcinek przy skrzyżowaniu z ul. Dachową jest uważany za jeden z najbardziej niebezpiecznych, ze względu na szybkość jadących pojazdów oraz obecność przejścia dla pieszych w niewielkiej odległości od wyjazdu spod wiaduktu. Dla zwiększenia bezpieczeństwa zainstalowano nieopodal sygnalizację świetlną.

## Historia
Początkowo była zwykłym traktem, biegnącym przez dobra szlacheckie Chojen i Starowej Góry, a formę ulicy otrzymała w okresie uprzemysłowienia Łodzi. Najpierw jej krótki odcinek docierał od Górnego Rynku do granicy miasta (ówczesna ulica Dąbrowska). Później w miarę dołączania do Łodzi części Chojen ulica wydłużała się, a po obu jej stronach powstawały fabryki i domy mieszkalne. W wyniku zawartej umowy w 1924 roku powstało kilka linii tramwajowych sięgających do przedmieścia Łodzi, m.in. ulicą Rzgowską od Górnego Rynku do kolei na Chojnach, o długości 2252 mb. Pojawiły się na niej tramwaje linii 4 i 11. Początkowo jeździły po jednym torze. W 1927 roku położono drugie tory oraz wybudowane nowe, odchodzące od ulicy Rzgowskiej ulicą Dąbrowskiego do ulicy Kilińskiego. W latach okupacji hitlerowskiej 1939–1945 nosiła niem. nazwę Heerstrasse (ulica Armijna). Podczas poszerzania ulicy w latach siedemdziesiątych, Rzgowska zmieniła nieco bieg na odcinku Komorniki-Kurczaki omijając cmentarz św. Franciszka i „zakręt śmierci”. W 2014 roku ruch na ulicy (oraz na prostopadłej Paderewskiego) został odciążony dzięki zbudowanej Trasie Górna.
| 1873?–1888–1915 | 1915–1918    | 1918–1940 | 1940–1945 | 1945–1955 | 1955–1956                | od 1956  |
| --------------- | ------------ | --------- | --------- | --------- | ------------------------ | -------- |
| Rzgowska        | Rzgower Str. | Rzgowska  | Heerstr.  | Rzgowska  | Kaliszewskiego Bolesława | Rzgowska |

## Obiekty na przebiegu ulicy
Kolumna dziś zawiera opis miejsca ulicy wg aktualnej nazwy lub istniejącego teraz.
Kolumna dawniej zawiera opis miejsca ulicy według dawnej nazwy lub miejsca istniejącego przed aktualnym.
| nr posesji | dziś | dawniej |
| ---------- | --- | --- |
| 2          | punkty handlowo-usługowe | - Synagoga Pereca Grinberga - kino Rekord (Kometa)Kinematograf Kometa powstał w kwietniu 1909 roku dzięki Aleksandrowi Stefańskiemu. Publiczność była przede wszystkim robotnikami z pobliskiej Fabryki Geyera w Łodzi. Po I wojnie światowej kino zmieniło nazwę (Rekord) i właściciela (Bronisław Zygadlewicz i Stanisław Justewicz). Kino zlikwidowano w pierwszej połowie lat 80. XX wieku. |
| 5–9        | plac Niepodległości | plac Leonarda |
| 8          | | Synagoga Jankiela Fersztera |
| 10         | | Synagoga Moszka Krela i Moszka Bergera |
| 12         | dom z końca XIX wieku | |
| 17a        | Zakłady Arelan | Zakłady Leonhardt, Woelker i Girbardt |
| 17         | Wyższa Szkoła Informatyki | Zakłady Leonhardt, Woelker i Girbardt |
| 24         | | Biuro Oddziału Świadków Jehowy w Polsce |
| 26/28      | Centrum Logistyczne Monnari i inne zakłady handlowo-usługowe | Fabryka braci Stolarow |
| 34         | Obecnie wykorzystywany jest przez łódzki oddział Centralnego Biura Antykorupcyjnego, wcześniej banki: Łódzkie Towarzystwo Kredytowe (późniejszy Petrobank), PKO BP, Nordea. | Łaźnie Miejskie Mewa |
| 41a        | Kościół pw. Matki Boskiej Anielskiej | |
| 47         | kamienica mieszkalna z 1929 roku | |
| 50         | przychodnia lekarska i apteka | Restauracja Lajkonik |
| 52         | kamienica, obecnie ścianę południową zdobi mural hiszpańskiego artysty Louisa Lamberta                                                                                      | kamienica, mieszkał w niej między innymi artysta Antoni Starczewski |
| 68         | Czerwony Rynek | Rynek Hittmana |
| 74         | punkt handlowo-usługowy, charakterystyczna architektura budynku zachowała się do dziś                                                                                       | Kino Sfinks (Orion, Colosseum) Kinematograf Orion otwarto 23 listopada 1909 roku. W 1912 roku zmienił nazwę na Czary. Następnie zostało zamknięte. W 1924 roku, dzięki Bronisławowi Zygdalewiczowi, otwarto je znowu jako Colosseum. Cztery lata później zmieniono nazwę na Sfinks i pod taką nazwą funkcjonowało do wybuchu II wojny światowej. Wtedy budynek kupiło Zjednoczenie Badaczy Pisma Świętego w Piotrze i był wykorzystywany do spotkań i szkoleń. Potem budynek przejęło państwo. Sala była wykorzystywana jako sportowa. Odbywały się w niej między innymi walki bokserskie. |
| 84         | punkt handlowo-usługowy, modernistyczny charakter budynku jest zachowany do dziś                                                                                            | Kino RomaBudynek Domu Ludowego przy parafii pw. Przemienienia Pańskiego powstał na początku lat 30. XX wieku. W 1936 roku zaczęło tam działać kino Nasze, którego nazwę zmieniono na Roma trzy lata później. Kino działało do początku lat 90, kiedy obiekt posiadający 421 miejsc na widowni został zwrócony pobliskiej parafii. |
| 88         | Kościół pw. Przemienienia Pańskiego | |
| 92/94      | | Kino MewaKino powstało dzięki Teofilowi Tomaszewskiemu w 1929 roku. Po wojnie widownia liczyła 260 miejsc. Budynek kina już nie istnieje, został wyburzony przy poszerzaniu ulicy Rzgowskiej. |
| 114        | | odlewnia żeliwa (połowa XIX wieku); Zakłady Fakora |
| 156/158    | Cmentarz katolicki św. Franciszka | |
| 240        | Kościół pw. Wojciecha Biskupa Męczennika | |
| 247        | Dwór Benedykta Górskiego z końca XVIII wieku | |
| 247        | Stawy Jana | |
| 281/289    | Instytut „Centrum Zdrowia Matki Polki” | |

## Obiekty w okolicach ulicy
- Park im. Władysława Reymonta
- Park im. Jarosława Dąbrowskiego
- Parafia św. Faustyny Kowalskiej
- Klasztor oo. Franciszkanów – ul. Krasickiego 2a
- Park im. Legionów – ul. Sanocka
- Fabryka Aleksandra Schichta w Łodzi – ul. Łukasińskiego (obecnie osiedle Arboretrum)
- Przychodnia Miejska – ul. Lecznicza
- Park Miejski przy ul. Leczniczej – ul. Lecznicza
- Park im. 1 Maja